# 지방도 제464호선
지방도 제464호선은 강원특별자치도 철원군 갈말읍 지경교차로와 철원읍 월하삼거리를 잇는 강원특별자치도의 지방도이다.

## 역사
- 2003년 2월 15일 : 노선 폐지 및 재지정[1]

## 주요 경유지
- 철원군
  - 갈말읍 지경 교차로 - 지경리 - 지경삼거리 - 철원토성 - 남대천교
  - 김화읍 남대천교 - 청양리 - 도창리 - 도창초등학교입구 - 도창1교 - 도창리 - 도창2교 - 삼합교
  - 갈말읍 삼합교 - 정연리
  - 동송읍 이길리 - 양지교 - 양지리 - 대위교 - 대위리 - 한다리
  - 철원읍 한다리 - 월하삼거리

## 도로명
- 철원군 갈말읍 지경교차로 ~ 지경삼거리 : 청양로
- 철원군 갈말읍 지경삼거리 ~ 삼합교 북단 : 도창로
- 철원군 갈말읍 삼합교 북단 ~ 철원읍 월하삼거리 : 금강산로